# 斯凯利格·迈克尔岛
斯凯利格·迈克尔岛，又名大斯凯利格岛（Great Skellig），是位于爱尔兰西南部凯里郡海岸外15公里的一座岛屿，面积0.18平方公里。
岛上的凯尔特风格修道院建于7世纪，在此后的6个世纪中，该岛均是爱尔兰基督教传播的中心之一。12世纪之后，岛上的修士移往爱尔兰主岛。16世纪开始，该岛成为教徒朝圣的目的地之一，但是没有永久居民。1996年，该岛连同岛上的修道院，被列为世界文化遗产。

## 取景
- 斯凯利格·迈克尔岛作为星球大战系列《原力觉醒》和《最后的绝地武士》中路克‧天行者的隐居之地[1][2][3][4]。由于该岛特别保护区的地位，剧组在岛上的摄影引起了关注[5]。
- 斯凯利格·迈克尔岛是BBC纪录片《基督教文明史》第二集的取景地之一。
- 1969年的BBC纪录片《Civilisation（英语：Civilisation (TV series)）》第一集中出现该岛镜头。
- 该岛是韋納·荷索电影《Heart of Glass（英语：Heart of Glass (film)）》结局的取景地
- 罗琳娜·麦肯尼特的专辑《The Book of Secrets（英语：The Book of Secrets）》中的单曲”Skellig“ 与岛上修道院的灭绝文字有关。

## 图片

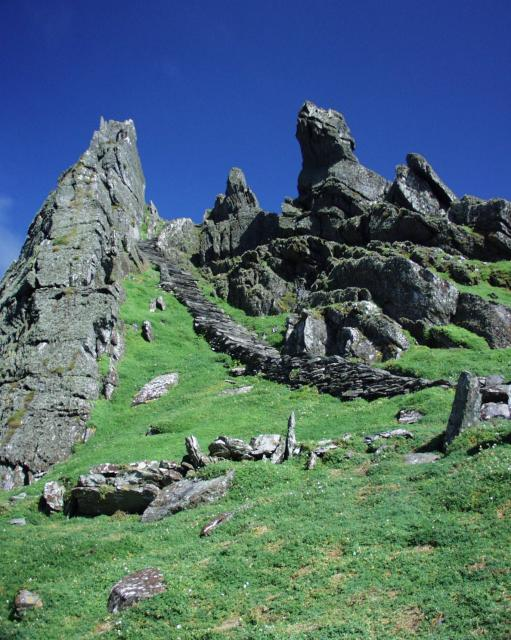
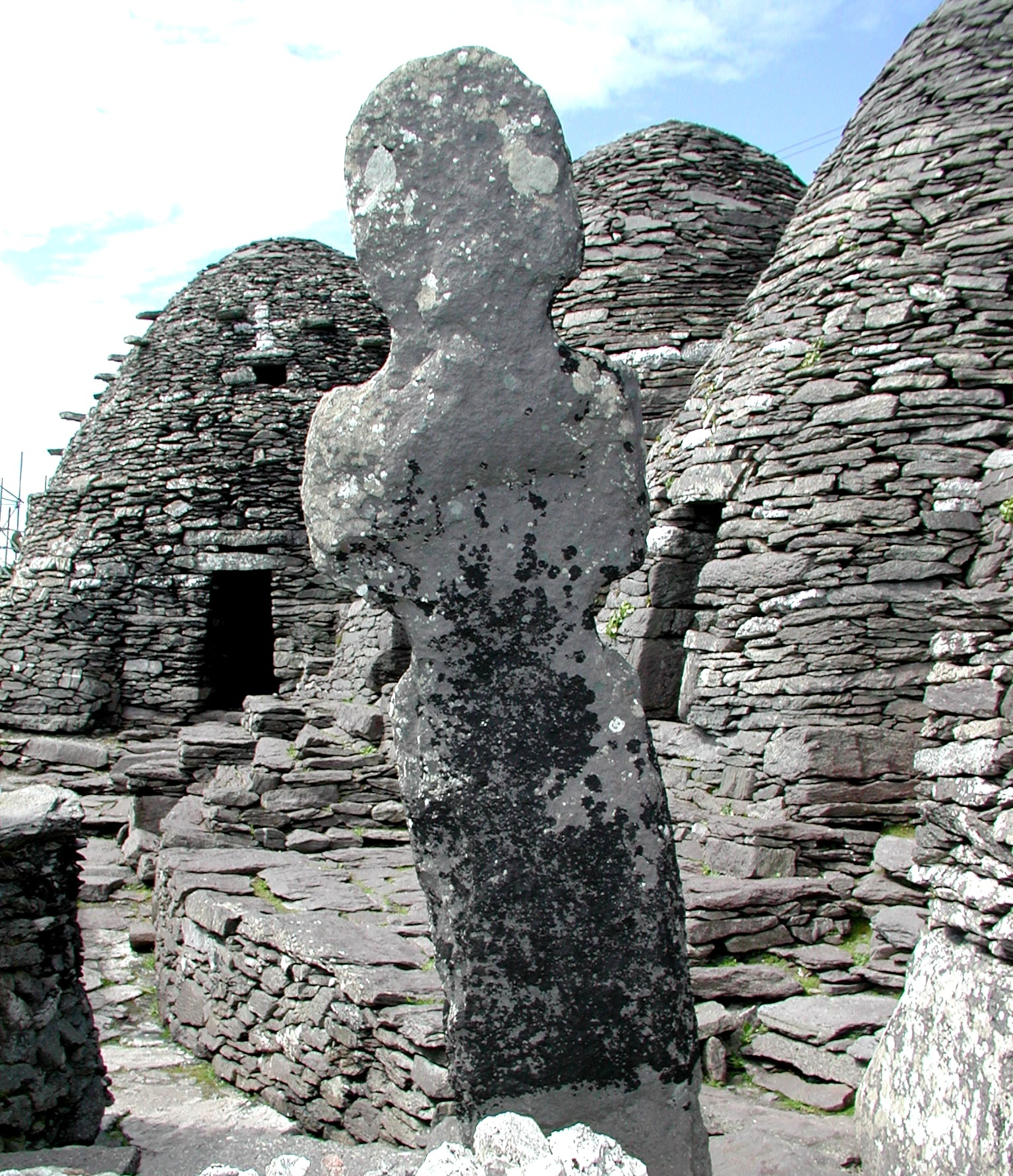
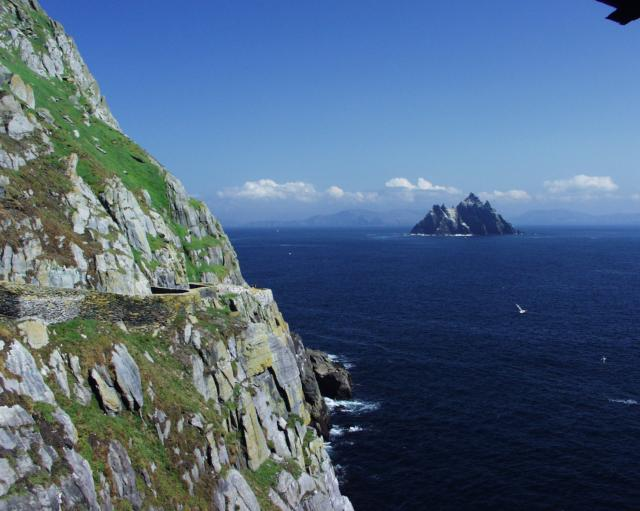
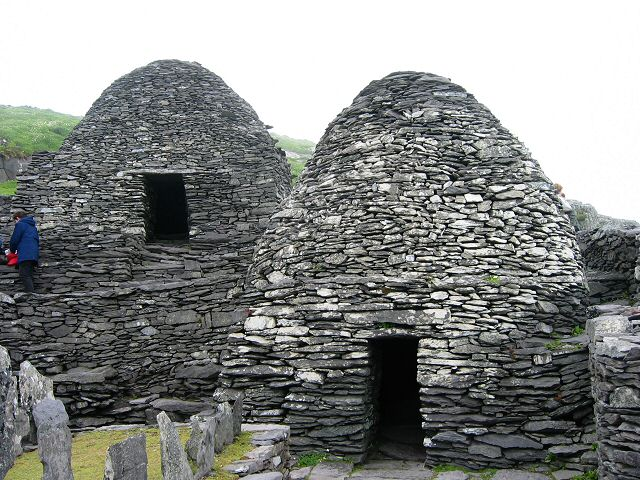